# توماس فولتون
توماس فولتون (بالإنجليزية: Thomas Fulton)‏ هو موزع أمريكي، ولد في 18 سبتمبر 1949، وتوفي في 4 أغسطس 1994.

## وصلات خارجية
- توماس فولتون على موقع ميوزك برينز (الإنجليزية)